# Часлав
Часлав је мушко словенско име. Представља кованицу речи „чајати”, што би значило „чекати”, „очекивати” и „слава”. Према другом тумачењу, чине га речи „част” и „слава“, па име означава особу која је честита, часна.
На просторима Балкана ово име је познато још из 9. века. Из 10. века познат је српски владар Часлав Клонимировић. И у Хрватској је присутно ово име, данас највише у Загребу, Ријеци и Илоку. Од овог имена изведено је женско име Чаславка.

## Занимљивост
У Чешкој постоји град Часлав (чеш. Čáslav).

## Познати
- Часлав Клонимировић, српски кнез из 10. века
- Часлав Грубић, југословенски и српски рукометаш
- Часлав Ђаја, српски математичар, физичар и професор
- Часлав Ђорђевић, српски књижевник